# Socket TR4
Le socket TR4 ou socket SP3r2 est un socket AMD pour les processeurs Ryzen de la gamme Threadripper basés sur la micro-architecture Zen,. Il est lancé pendant l'été 2017.